# Worsley-Aluminiumoxidraffinerie
Koordinaten: 33° 14′ 21″ S, 116° 4′ 9″ O
Die Worsley-Aluminiumoxid-Raffinerie befindet sich nahe der historischen Holzarbeitersiedlung Worsley, ca. 15 km nordwestlich von Collie in Western Australia, Australien. Diese Raffinerie mit etwa 1800 Beschäftigten ist ein Gemeinschaftsunternehmen von South32 (86 %), Japan Alumina Associates (Australia) (10 %) und Sojitz (4 %). South32 ist ein Ableger von BHP Billiton, der am 25. Mai 2015 abgespalten wurde.
In ihr wird nach dem Bayer-Verfahren aus Bauxit reines Aluminiumoxid gewonnen.

## Geschichte
In den frühen 1960er Jahren gründeten lokale Geschäftsleute ein Unternehmen, das die Bauxitlagerstätten nahe Boddington in der Darling Range erkundete und abbaute. In den 1980er Jahren wurde mit dem Aufbau der Boddington-Bauxitmine und Raffinerie begonnen. Das erste Aluminiumoxid wurde im April 1984 produziert und ab Mai 2000 produzierte die Raffinerie 3,1 Millionen Tonnen Aluminiumoxid. Das Bauxit wird von der Boddington-Bauxitmine geliefert. Der Transport des hergestellten Aluminiumoxid der Raffinerie erfolgt anschließend mit der Eisenbahn bis zum Hafen von Bunbury und wird dort auf Schiffe verladen.
Von 2008 bis 2012 wurde die Kapazität auf 4,6 Mio. t pro Jahr erhöht.